# 차운기
차운기(車雲基, 1955년 ~ 2001년 4월 5일)는 대한민국의 건축가이고 본관은 연안(延安)이며 광주 출생이다. 생전에 그는 "한국의 가우디"라고 불리었을 만큼 "무규칙 토종 건축가"와 "괴짜 건축가"로 이름을 날렸다.